# Attualismo (filosofia)
L'attualismo è una forma di idealismo sviluppata da Giovanni Gentile ed evolutasi dalla dialettica di contrastanti correnti (che pur fioriscono da una comune visione del mondo): l'idealismo trascendentale di Immanuel Kant e l'idealismo assoluto di Georg Hegel.

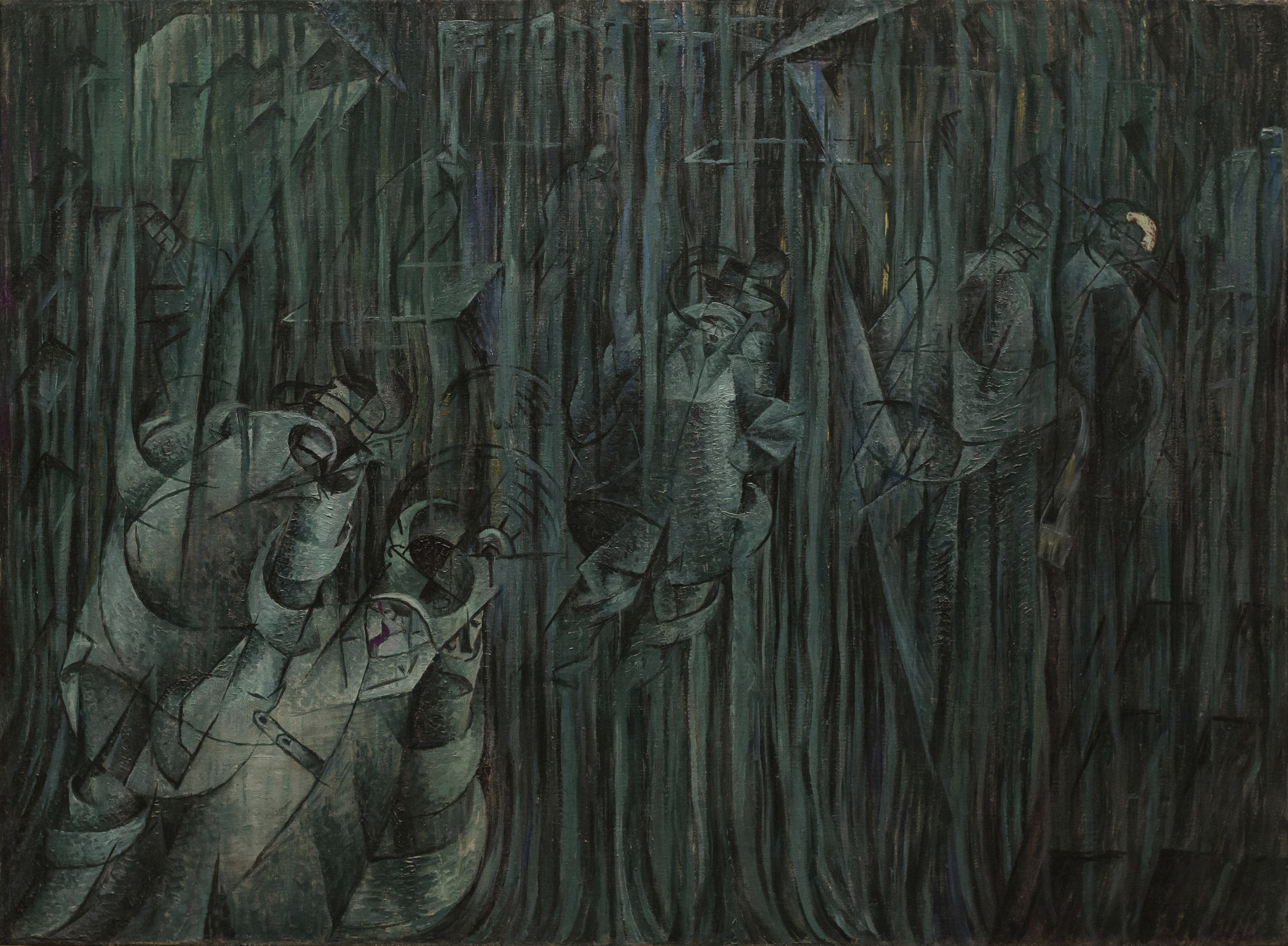
Umberto Boccioni, Stati d'animo III: Quelli che restano, olio su tela (1911), espressione tipicamente futurista di un incessante dinamismo, analogo al perenne divenire dell'attualismo, tanto da procurare a Gentile l'appellativo di «teologo del futurismo».

## Dottrina

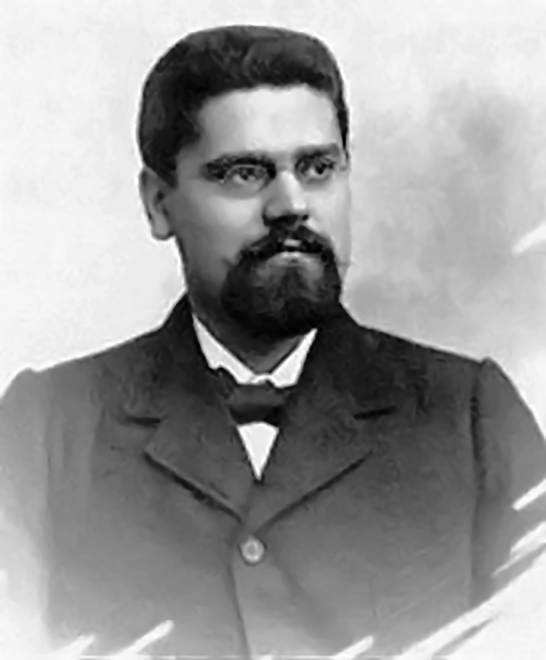
Giovanni Gentile

La filosofia di Gentile fu da lui denominata attualismo o idealismo attuale, perché in esso l'unica vera realtà è l'atto puro del «pensiero che pensa», cioè l'autocoscienza nel momento attuale, in cui si manifesta lo spirito che comprende tutto l'esistente; in altre parole, non i singoli enti pensati, ma l'atto pensante che sta loro a monte rappresenta l'unica realtà che il filosofo riconosce.
Lo Spirito è Pensiero, ed il Pensiero è attività perenne in cui all'origine non c'è distinzione tra soggetto e oggetto. Gentile pertanto avversa ogni dualismo e naturalismo rivendicando l'unità di natura e spirito (monismo), cioè di spirito e materia all'interno della coscienza pensante, attribuendo a questa un primato gnoseologico ed ontologico. La coscienza è vista come sintesi di soggetto e oggetto, sintesi di un atto in cui il primo pone il secondo. Non hanno quindi senso orientamenti solo spiritualisti o solo materialisti, come non ne ha la divisione netta tra spirito e materia del platonismo, in quanto la realtà è unica: qui è evidente l'influsso del panteismo rinascimentale e dell'immanentismo bruniano, più che dell'hegelismo.
A differenza di Benedetto Croce (fautore dello storicismo assoluto o idealismo storicista per cui tutta la realtà è «storia» e non atto in senso aristotelico) Gentile apprezza di Hegel non tanto l'orizzonte storicista, quanto l'impianto idealistico fondato sulla coscienza quale «Soggetto trascendentale», ovvero l'assunzione della coscienza come principio del reale, posizione che lo avvicina a Fichte. Anche secondo Gentile vi è un errore, in Hegel, nell'impostazione della dialettica, ma in modo diverso da Croce: Hegel avrebbe infatti costruito la sua dialettica con elementi propri del «pensato», ovvero quello del pensiero determinato e delle scienze. Per Gentile, invece, solo nel «pensare in atto» consiste l'autocoscienza dialettica che tutto comprende, mentre il «pensato» è un fatto illusorio.
L'attualismo di Gentile si propone pertanto di riformare la dialettica hegeliana, per farne un idealismo autenticamente assoluto, con l'aggiunta della teoria dell'atto puro e l'esplicazione del rapporto tra «logica del pensare» e «logica del pensato».
(Giovanni Gentile, Teoria generale dello spirito come atto puro, cap. XVII, § 1)
Recuperando Fichte, il filosofo afferma che lo spirito è fondante in quanto unità di coscienza ed autocoscienza, pensiero in atto; l'atto del pensiero pensante, o «atto puro», è il principio e la forma della realtà diveniente, al di fuori del quale non c'è nulla: non vi sono singoli individui empirici separati dall'Io assoluto; non hanno consistenza l'errore, il male e la morte di fronte alla Verità e all'Eterno; anche il passato vive solo nel momento attuale del ricordo.
Secondo Gentile la dialettica dell'atto puro si attua in particolare nell'opposizione tra la soggettività rappresentata dall'arte (tesi) e l'oggettività rappresentata dalla religione (antitesi) cui fa da soluzione la filosofia (sintesi).
La «logica del pensiero pensante», inteso come istanza archetipico-ontologica, è una logica filosofica e dialettica, la «logica del pensiero pensato» invece è formale ed erronea, perché i singoli pensieri provenienti dal pensare originario sono solo un mero riflesso contemplativo, una sorta di "prodotto secondario".

### Pensiero astratto e pensiero concreto
La realtà dunque non è un fatto, un dato fattuale e statico, bensì un atto, un agire dello Spirito, un'attività dinamica dotata di potenza infinita. Atto e potenza sono qui da intendere non tanto in senso aristotelico quanto in quello neoplatonico mutuato dall'idealismo tedesco.
Anche se i realisti ammettono che il mondo esterno sia l'unico conoscibile, racchiudibile entro un concetto "statico" basato sulla ripetibilità dell'esperienza che testimonierebbe l'esistenza di una solida base trascendente la mutevolezza delle nostre percezioni, essi continuano ad assumere in maniera dogmatica che vi sia qualcosa di reale indipendentemente dal pensiero che lo pensa.
Ma una realtà pensata come «presupposto del pensiero», cioè pensata come «non pensata» (essendo esterna, precedente al pensiero), è un concetto contraddittorio, dogmatico e arbitrario, che corrisponde al punto di vista empirico. L'empirismo è un punto di vista astratto, perché separa l'oggetto dall'Io, dal soggetto che lo pone, e quindi "astrae" una parte dal tutto. L'unica realtà concreta è la sintesi unitaria di soggetto-oggetto, che Gentile chiama autocoscienza, in cui è possibile ricomporre l'opposizione tra «pensiero pensante» e «pensiero pensato», tra «atto» e «fatto», o secondo la terminologia gentiliana, tra «logo concreto» e «logo astratto».

### Immediatezza e mediazione
L'autocoscienza attuale del pensiero non è soggettività immediata, bensì mediata. Presupporre il non-io come opposto all'Io è infatti, all'inizio, un porre astratto e quindi immediato del pensiero che non vede sé stesso negli oggetti del mondo, un porre privo di mediazione. Viceversa, l'Io trascendentale (autocosciente) è una coscienza mediata di sé, perché non può sussistere senza coscienza dell'altro da sé, cioè del mondo.
Gentile respinge come astratte la tavola delle dodici categorie di Kant, le quali dipendono in realtà dall'unico vero giudizio concreto costituito dall'Io penso (o appercezione): 
(Giovanni Gentile, Teoria generale dello spirito, cap. VIII, § 2)

### Io empirico ed Io trascendentale
L'Io trascendentale che opera questa sintesi va distinto dall'io empirico: quest'ultimo è un'entità diversa da tutto il resto nonché dagli altri io empirici, l'Io trascendentale invece è il Soggetto universale, non guardabile mai da fuori, in quanto non può essere oggetto della nostra esperienza, come spettacolo a cui si assista da spettatori, altrimenti non sarà più soggetto ma oggetto, appunto un io semplicemente empirico.
(Giovanni Gentile, Teoria generale dello spirito, cap. I, § 5)
Quand'anche si presuma cioè di oggettivare l'atto soggettivo dell'Io, lo si abbasserebbe comunque ad uno dei tanti oggetti finiti della conoscenza. Per questo è un atto che non si può mai trascendere: la sua natura trascendentale (non trascendente) non può essere compresa come un atto compiuto, ma solo come «atto in atto», ossia un atto mai definitivamente concluso, costantemente attuantensi e in continuo divenire.
In quest'atto risiede quella concretezza che permane come esigenza fondamentale avvertita da Gentile anche nell'atto dell'educare, inteso come autoeducazione dello spirito basata non sull'alterità di insegnante e allievo, ma sull'unità di uno stesso processo che è scuola e vita, pedagogia e filosofia, teoria e prassi.

### L'autoctisi dello Spirito
Il pensiero attuale è infatti «il centro in cui è il principio della vita, da cui ogni realtà germoglia»: l'attualismo è la consapevolezza di questo centro.
Il pensare è al contempo un agire, un processo costante di auto-creazione o, come dice Gentile, di autoctisi, con cui pensando esso pone sé stesso e insieme anche il mondo, prendendo in tal modo coscienza di sé.
Il prodursi dello Spirito come causa sui ipsius, peraltro, non è anteriore all'atto con cui il pensiero si pensa, ma è questo medesimo atto, perché non si possono formulare pensieri privi della coscienza di formularli. La natura di un tale prodursi è inoltre essenzialmente volontà, libera creazione del sentimento, la cui eticità non sta fuori ma è tutt'uno con esso, che si aliena in una realtà esterna per ritornare a sé.
Il momento dell'oggettivazione, del non-Io, è essenziale in quanto costitutivo del pensiero stesso dell'io; quest'ultimo si dà un oggetto per esercitare la propria attività, perché altrimenti non potrebbe esistere un pensiero senza contenuto.

### Il circolo dell'autocoscienza: negazione e affermazione

L'atto pensante dello spirito è assimilato da Gentile ad un «fuoco del pensiero che incenerisce il suo combustibile per trarne luce e calore: il combustibile, non per anco cenere, è essenziale, ineliminabile».

Il punto di partenza del circolo dell'autocoscienza è pertanto una potenzialità inattuale, ma esso non esiste solo idealmente, perché senza immediatezza non è possibile la mediazione.
(Giovanni Gentile, Sistema di logica come teoria del conoscere, parte prima, cap. VII, § 9)
L'astratto cioè è pur sempre un momento del concreto, e gli fornisce combustibile nella misura in cui viene negato. L'astratto non può essere combusto una volta per tutte, altrimenti si fermerebbe il divenire, o la dialettica del pensare. Piuttosto, ogni volta che l'astratto viene superato nel concreto, questo si ripresenta come un nuovo astratto, da superare all'infinito.

#### Logica del pensare astratto
La logica del concreto pertanto non nega l'oggetto, ma piuttosto è cosciente della sua astrattezza, che quindi riconosce ammettendo accanto alla dialettica del pensiero una logica dell'astratto, come suo grado o momento in divenire.
La logica del pensare astratto consiste nel principio di identità, quando l'essere è fatto oggetto del pensiero, diventando identico a sé stesso (A=A).
L'essere è la negazione del pensiero, perché esterno all'attualità del pensiero, un essere che secondo la filosofia eleatica o quella naturalistica esisterebbe anche quando non viene pensato.
Gentile sottolinea che il puro essere (naturale), inteso come immediato e statico "A", non riesce ad essere identico a sé stesso, essendo non pensato e quindi irreale, mentre solo il pensiero, per quanto astratto, può stabilire il nesso di identità A=A. Questa relazione pensa l'essere come distinto dal pensiero, ma non separato.
Il principio di identità dà poi luogo alle altre determinazioni della logica aristotelica come quella di non-contraddizione, del terzo escluso, dei giudizi e del sillogismo, logica che quindi resta pienamente valorizzata da Gentile, e «rimane tutta salda e viva» in quanto momento della logica del concreto.

#### Logica del concreto
La determinatezza del concetto astratto va riportata così alla concretezza della vita attuale dello spirito, dato che è proprio della concretezza spirituale la creazione di forme determinate e circoscritte.
(Giovanni Gentile, Teoria generale dello spirito, cap. III, § 8)

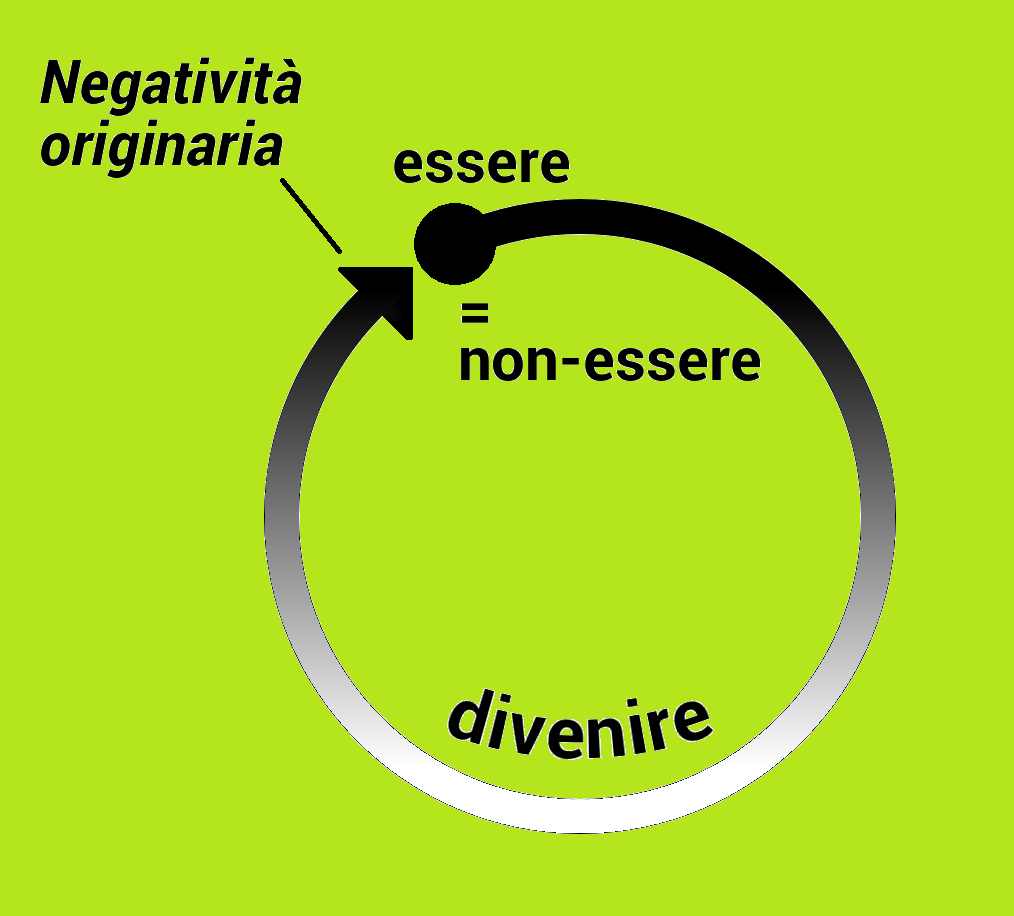
La negazione originaria dell'essere, inteso come presupposto esterno al pensiero e quindi riconosciuto come non-essere, comporta che il divenire dell'atto, scaturito da quella negazione, produca da sé, al proprio interno, l'essere che esso nega pensandolo, risolvendosi in un circolo.

Le forme determinate della realtà pensata, cioè dell'«esperienza», sono espressioni del divenire storico, spazio-temporale, dello Spirito: la loro molteplicità non sta accanto all'unità dello Spirito, ma appartiene al mondo in quanto oggetto della coscienza, che tutte le unifica in un semplice atto.
La positività delle determinazioni storiche si concilia così con la negatività originaria dell'autoconcetto, o autocoscienza del concetto determinato. L'atto dello spirito è «negatività originaria» in quanto si compie nel momento in cui nega l'essere come natura (il semplice "A" privo di nessi), nega cioè qualcosa che non esiste (ritenuto erroneamente esistente dal naturalismo), e in questa negazione realizza sé stesso.
Il puro essere è nulla perché non è neppure quell'essere concettuale posto dal pensiero astratto che, sebbene inattuale, fornisce combustibile alla logica del concreto.
Quest'ultima, detta anche logica autentica o speculativa, evidenzia la continuità dell'Io attraverso il suo progressivo sviluppo nei principi Io=Io (differenziazione nell'unità) ma anche Io=non-io (unità nella differenza), perché entrambi trovano la loro sintesi nell'unità attuale di concreto e astratto, soggetto pensante e oggetto pensato.

### Identità di storia e attualità
La caratteristica trascendentale del pensiero è tale per cui il mio pensiero attuale di adesso include il passato e il futuro: l'adesso, l'ora attuale del pensiero non è compresa tra prima e dopo, ma comprende la totalità del tempo, e quindi è eterno, un eterno divenire.
Gentile contesta la distinzione crociana fra «storia che si fa», e «storia che si pensa», tra «res gestae» e «historia rerum gestarum», affermando la contemporaneità della storia, che «non è da confondere con quella del Vico, che ne lascia fuori di sé una che si svolge nel tempo: laddove il nostro eterno è lo stesso tempo considerato nella attualità dello spirito».
La conoscenza storica consiste nella riduzione del molteplice alla concreta unità dell'atto, sintesi delle tesi contrapposte che concepiscono lo spirito ora come dialettica storica, ora come eternità a-storica.
L'identità di filosofia e storia viene quindi sostenuta da Gentile in maniera molto più radicale rispetto a Croce: 
(Giovanni Gentile, Teoria generale dello spirito, cap. XIII, § 14)

### L'evoluzione dello Spirito
La storia dello Spirito come eterna presenza di sé a sé stesso è vista peraltro da Gentile come una progressiva presa di coscienza dell'attualismo medesimo.
Riformando l'idealismo di Hegel, egli intende depurarlo sia dagli sviluppi in senso platonico tentati dalla Destra hegeliana, sia dagli esiti materialistici della Sinistra hegeliana.
L'errore di Platone, secondo Gentile, era stato quello di supporre la trascendenza delle idee rispetto al pensiero, restando all'interno di un dualismo spirito-materia basato astrattamente su un essere, o una materia, presupposta al pensiero, che fu il tratto caratteristico della filosofia greca.
La filosofia cristiana ebbe il merito di superare la posizione intellettualistica dei greci, la loro raffigurazione materialistica del mondo, attraverso lo sforzo faticoso di spiritualizzare la realtà, pur affermando ancora la trascendenza dello Spirito. Questa verrà in seguito risolta da Spinoza nell'unità immanente della sostanza, che Gentile intende trasformare in un immanentismo di tipo soggettivistico e spiritualistico.
Il cogito ergo sum di Cartesio fu una tappa fondamentale nel percorso della filosofia occidentale verso l'autocoscienza del principio attualista, come lo furono il celebre adagio di George Berkeley esse est percipi, e la sintesi a priori di Kant, sebbene costoro ammettessero ancora degli elementi realistici e trascendenti oltre l'atto del pensare.
Berkeley ad esempio, pur affermando la dipendenza del reale dall'idea, cioè che non esistono oggetti al di fuori delle nostre percezioni, continuava tuttavia ad attribuire le rappresentazioni della realtà ad una Mente oggettiva e assoluta, presupposta alla mente umana. Per Gentile invece l'unico pensiero assoluto è quello immanente al divenire e alle singole menti, ovvero il pensiero attuale.
Con l'idealismo tedesco il pensiero prende finalmente coscienza che non esistono altre realtà al di fuori di sé, sebbene Fichte rimanesse nel dualismo di Io e non-io che non viene mai superato dall'attualità del pensiero, ma solo da un agire pratico dilatato all'infinito, fermo alla contrapposizione fra teoria e prassi.
La stessa contrapposizione non fu superata neppure da Schelling se non tramite un'intuizione intellettuale pensata in maniera dogmatica e quindi sempre presupposta alla coscienza attuale.
Anche Hegel, infine, triplicando l'unico pensiero, concepiva la Logica e la Natura come altro dallo Spirito, come dei «pensati» anziché dei momenti di un medesimo atto pensante, sicché la sua dialettica giungeva a un risultato che per Hegel era definitivo, immutabile, situato al culmine dello sviluppo dello Spirito, mentre per Gentile il divenire è eterno, fuori dal tempo, altrimenti l'approdo a una tale immutabilità contraddirebbe il suo fluire.
Gentile per questo fece propria l'esigenza, già enunciata da Spaventa, di «kantianizzare» Hegel, riconducendo la totalità dello Spirito entro l'unità dell'Io trascendentale.
Nella concreta sintesi di questo Io, nella sua autoctisi al di fuori della quale non c'è nulla, viene a cadere quella distinzione fra teoria e prassi che Gentile rimproverò ancora a Croce, il quale ha avuto il torto di porre una «logica del fatto» al posto della logica attuale dello Spirito, basandola sulla distinzione delle forme dello Spirito (arte, filosofia, economia ed etica), che essendo «distinte» sono solo vuote astrazioni, avulse dalla vita spirituale, di cui compromettono l'unità.

### Arte, religione, filosofia
Gentile si preoccupa di ribadire a più riprese la concretezza della vita spirituale dell'atto pensante, che si snoda nella triade dialettica tesi-atitesi-sintesi, rappresentate da arte, religione e filosofia.
- Arte (tesi): si è visto come il momento iniziale dell'autoprodursi dello Spirito fosse immediatezza, soggettività immediata, nella quale propriamente consiste l'arte, che è appunto «forma della soggettività o, come si dice anche, dell'individualità immediata dello spirito».

Gentile recupera la concezione romantica dell'arte come puro sentimento, attribuendole un carattere di intuizione lirica come già avevano fatto De Sanctis e Croce, contestando tuttavia a quest'ultimo che l'arte non è espressione mediata del sentimento, bensì il sentimento stesso, forza attiva dello spirito che contiene il tutto in potenza. L'arte non va distinta inoltre dalle altre forme della creatività umana come reputa Croce, ma tutte le permea. E il sentimento, in quanto nucleo dell'arte, verrà sempre più rivalutato da Gentile al punto da dire che esso non è solo potenzialità del pensiero in atto, bensì infinita energia creatrice che muove il pensiero stesso, e quindi il mondo, la realtà.
(Giovanni Gentile, Filosofia dell'arte, Firenze, Sansoni, 1937, p. 373)
- Religione (antitesi): all'opposto dell'arte, la religione è esaltazione dell'oggetto, slegato dal soggetto e quindi dall'idealità e conoscibilità dello spirito. Come l'arte era coscienza del soggetto, la religione è dunque coscienza dell'oggetto, privo però di mediazione razionale, e richiede pertanto un'adesione mistica da parte del soggetto che si avverte come nulla, sostituendo la rivelazione e la grazia alla conoscenza e alla volontà autonome.[26]

La religione tuttavia è un momento necessario nello sviluppo dello spirito che ha bisogno di alienarsi per prendere coscienza di sé.
(Giovanni Gentile, Teoria generale dello spirito, cap. XIV, § 8)
- Filosofia (sintesi): il momento della sintesi è così rappresentato dalla filosofia, nella cui attualità si risolve la contraddizione di arte e religione pensati all'inizio come inattuali: questi si integrano simultaneamente nella filosofia che li coglie non come momenti separati, ma nell'unicità dell'atto finale autocosciente.

Gentile riconosce nel cristianesimo l'inizio di questo processo di evoluzione dello spirito, perché ha sempre privilegiato l'intimità e la responsabilità del soggetto a partire dal dogma centrale dell'Uomo-Dio, che ricompone in unità la separazione tra spirito divino e spirito umano.

#### Attualismo e Cristianesimo
Gentile presenta così la sua filosofia come essenzialmente cristiana, ovvero il compimento del cristianesimo in forma demitizzata, quale religione dell'interiorità che egli intende depurare dagli elementi del realismo e della trascendenza apportati storicamente dal platonismo e dall'aristotelismo.
Ripristinando l'autentica tradizione cristiana, Gentile si propone di rinnovare anche le istanze spiritualistiche del Risorgimento italiano, sottraendole al platonismo e al misticismo della trascendenza, in favore di una religiosità immanente che escluda ogni barriera tra sacro e profano, e nella quale ogni uomo ritrovi dentro di sé, e in ogni aspetto della propria vita, la concreta unità dello spirito.
(Giovanni Gentile, Introduzione alla filosofia [1933], Firenze, Le Lettere, 1958, p. 33)

#### Attualismo e scienza
Tra l'arte e la religione si trova la scienza, che condivide i limiti di entrambe senza partecipare della loro validità.
Come l'arte, infatti, la scienza non si occupa dell'universale ma del particolare, e in tal senso è soggettiva. D'altra parte, trovandosi davanti un oggetto che essa non crea, la cui materialità si oppone all'attività dello spirito, pone quest'ultimo in una condizione di passività tipica della religione.
(Giovanni Gentile, Teoria generale dello spirito, cap. XV, § 8)
Anziché comporre insieme la soggettività dell'arte con l'oggettività della religione, come fa la filosofia, la scienza rimane così al loro livello di astrazione, che non potrà essere superato se non nell'autocoscienza dell'atto spirituale, il solo dove convivono concretamente il soggetto e l'oggetto.
Gentile respinge tuttavia l'accusa di «ostilità alla scienza», sostenendo anzi di condividere la volontà, propria di una mente scientifica, di oltrepassare nella pratica ogni limite venga ritenuto inviolabile dal pensiero, volontà che trova nella «fecondità» di una filosofia come quella attualista il suo fondamento.
È stato peraltro rilevato come, negando l'esistenza di realtà immutabili che si oppongano al pensiero, con l'attualismo viene a cadere ogni limite alla libera creatività umana altresì nella direzione tecnico-scientifica.

### Etica e politica

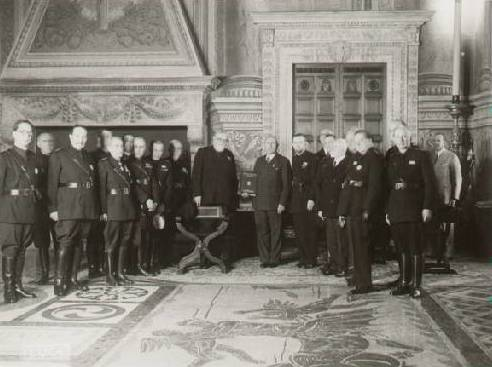
Giovanni Gentile con Benito Mussolini nella sede del governo fascista a Palazzo Venezia (1937)

Essendo il divino immanente all'umano, anche sul piano etico lo spirito va affermato non come vuota universalità che sopprima le individualità, ma come il concreto superamento degli interessi particolari in un'eticità superiore che tutti li comprenda e al contempo li realizzi.
In tal senso Gentile si presenta come liberale convinto, difendendo una libertà umana intesa come capacità di universalizzarsi andando oltre i limiti della propria singolarità empirica. Gentile respinge la distinzione crociana tra economia ed etica, le quali, prese singolarmente, rimangono allo stadio di astrazioni inattuali, per integrarle in una sintesi in cui entrambe ritrovino la loro concretezza in atto, rappresentata dall'etica statale. Lo Stato è concepito da Gentile come un organismo vivente nel quale gli individui esprimono se stessi e scoprono la loro ragion d'essere; uno Stato che non si pone cioè come traguardo fisso e vincolante, ma inteso dinamicamente quale processo costante di integrazione e rinnovamento della vita spirituale, come quello che Gentile vedeva impersonato dal fascismo.
In vista di una riforma dell'etica e della coscienza nazionale di cui l'attualismo avrebbe costituito le fondamenta, egli motivò pertanto la sua adesione al fascismo, onorandosi di esserne riconosciuto come il filosofo ufficiale.

## Fortuna storico-politica

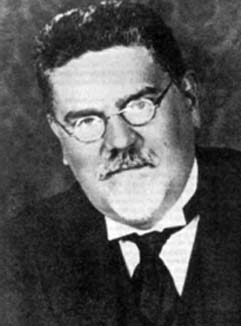
Giovanni Gentile

Con l'attualismo Gentile diede avvio ad una riforma della dialettica hegeliana basata sui motivi spiritualistici della tradizione ontologica italiana, conciliandoli con le esigenze di concretezza provenienti dall'area marxista. Da Spaventa e da Marx egli prese così i modelli di riferimento con cui reinterpretare Hegel, procedendo ad una sua «kantianizzazione» da un lato, ma evitando la caduta nel materialismo dall'altro.
Avversario di ogni intellettualismo, da lui giudicato avulso dalla realtà, ebbe successo nel postulare una teoria di pensiero speculativo che guadagnasse un consenso sufficiente a cimentarsi nella competizione con le nuove ondate di positivismo (e pertanto di concezioni materialistiche della vita sociale) che si contendevano il campo nell'alveo delle tendenze politiche riformistiche dell'epoca. Piero Gobetti nel 1921 scrisse di Gentile che aveva «fatto scendere la filosofia dalle astruserie professorali nella concretezza della vita». A differenza però di Benedetto Croce che permeò la cultura italiana in generale, Gentile ebbe impatto sull'ambiente specificamente filosofico del suo tempo.
Le sue idee, storicamente, risultarono decisive per il consolidamento del potere del Partito nazionale fascista in Italia, fornendo un fondamento dogmatico alle relative riforme, nonché la vera linfa vitale della dottrina filosofica fascista, protesa verso l'edificazione di una nuova umanità. Nondimeno, Gentile rivendicava al suo attualismo la qualità di quintessenza del positivismo, di cui avrebbe costituito null'altro che la più corretta interpretazione.
Con la sua concezione idealistica, Gentile intendeva farsi profeta dello Spirito, sacerdote di una Divinità immanente che la religione reputava erroneamente trascendente, priva di limiti e imperfezioni. Una concezione che tuttavia entrò in crisi con la fine della seconda guerra mondiale, quando si imposero nuovi paradigmi filosofici basati piuttosto sull'esistenzialismo e su presupposti individualistici. Nicola Abbagnano, pur facendosi portatore di queste nuove istanze filosofiche, esaltò di Gentile le differenze con l'idealismo di Benedetto Croce, sottolineando al contempo le radici fortemente romantiche da cui trasse alimento l'attualismo gentiliano.
(Nicola Abbagnano, Nella Napoli nobilissima, in Ricordi di un filosofo, a cura di Marcello Staglieno, § 3, pag. 33, Milano, Rizzoli, 1990)
Anche secondo Leo Valiani, «la sua filosofia [di Gentile] a noi sembra anacronistica. L'hanno resa ancor più anacronistica di come già non fosse gli sviluppi delle società e delle scienze. Il nesso fra il pensare e il fare, il problema del carattere attivo della conoscenza, che è al centro delle meditazioni di Gentile, è tuttavia un problema perenne, che sopravvive alla particolare impostazione che egli gli ha dato».

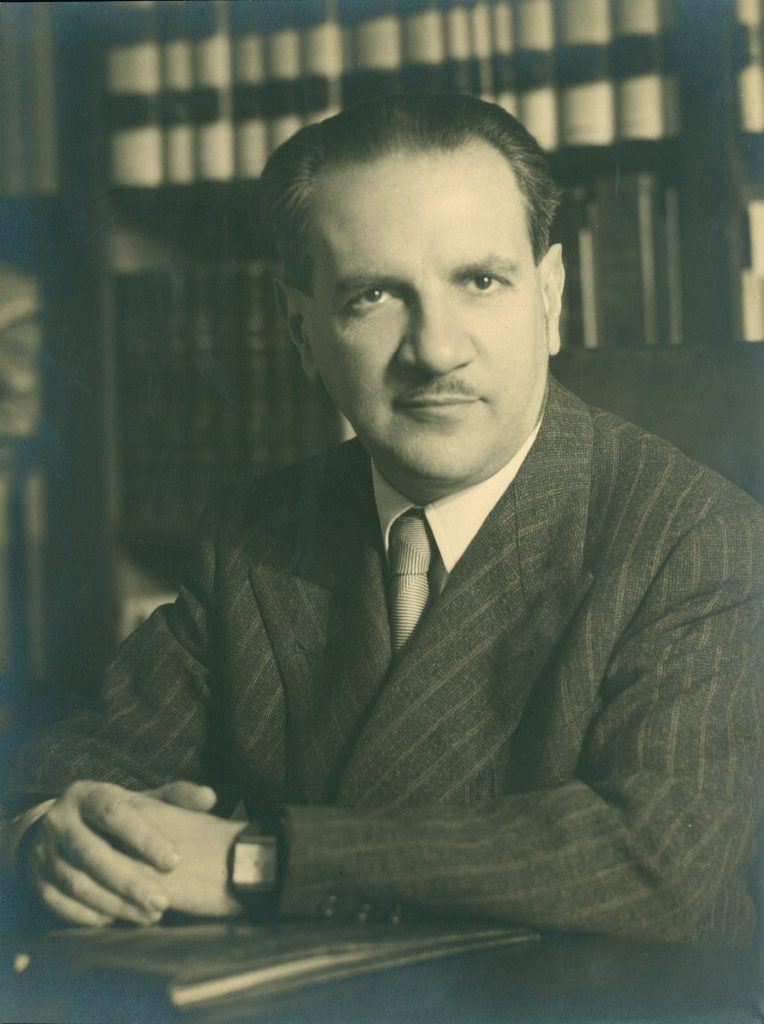
Ugo Spirito

Tra i più fedeli allievi di Gentile va annoverato Ugo Spirito, che difese l'immanentismo della sua filosofia, fino a conciliarlo dopo un lungo percorso filosofico con una visione che elevava la scienza a elemento cardine dell'epoca contemporanea. Se altri pensatori trovarono nel marxismo un sbocco naturale del suo immanentismo, vi è stato chi, più attento ai motivi religiosi e spiritualistici del suo pensiero, ha rivendicato l'esigenza di aprirsi alla trascendenza, in particolare l'idealista Augusto Guzzo, o sempre in ambito cattolico Armando Carlini, Michele Federico Sciacca, Augusto del Noce.
Quest'ultimo ha peraltro rimarcato l'influenza esercitata dall'attualismo gentiliano sia sul liberalismo di Piero Gobetti, che sul comunismo di Antonio Gramsci, pur essendo stati entrambi alternativi allo sbocco al fascismo.
Recentemente, infine, il filosofo Emanuele Severino ha tenuto a evidenziare, da un lato, «l'essenziale solidarietà tra attualismo e tecno-scienza; dall'altro la capacità dell’attualismo di portare oltre l’intera tradizione dell'Occidente: ciò significa che il pensiero di Gentile è destinato a essere riconosciuto come uno dei tratti più decisivi della cultura mondiale».